# Autodesk Maya
 (avril 2022).
Pour les articles homonymes, voir Maya.
Autodesk Maya, ou Maya est un logiciel commercial réputé pour les images de synthèse, développé par la société Alias Systems Corporation. Il est fortement utilisé par l'industrie du cinéma, principalement sous Linux[réf. nécessaire]. Jusqu'à la version 6.5, il fonctionne aussi sous IRIX pour lequel il a d'abord été créé. Au-delà de cette version, IRIX n'est plus pris en charge, celui-ci se faisant de plus en plus rare. Maya fonctionne aussi sous Mac OS X et Microsoft Windows. Le logiciel utilise intensivement le langage MEL, permettant à ses utilisateurs de personnaliser et d'ajouter des fonctionnalités sans avoir besoin de connaître le langage C ou C++. Il est toutefois possible de créer des extensions plus complexes grâce à une API utilisant le C++.
Maya est utilisé par les plus grands studios de post-production cinématographique comme ILM ou Weta Digital.
La société Alias a été rachetée en octobre 2005 par Autodesk|discreet (compagnie développant plusieurs logiciels primés dans le monde du graphisme tels que Flame, Inferno, Combustion ou 3D Studio Max).
Le nom Maya fait référence au mot sanskrit मया signifiant illusion.

## L'histoire de Maya
Maya rassemble les fonctionnalités avancées de trois logiciels : Wavefront's The Advanced Visualizer (en Californie), Thomson Digital Image (TDI) Explore (en France) et Alias' Power Animator (au Canada). En 1993 Wavefront a acquis TDI, et en 1995, Silicon Graphics Incorporated (SGI) s'est approprié Alias et Wavefront (à cause de la pression causée par le rachat de Softimage par Microsoft plus tôt dans l'année) et a combiné les deux sociétés en une seule, commençant ainsi la programmation d'un seul logiciel (Maya) grâce à un code source collectif. Au milieu des années 1990, la pipeline (choix et ordre d'utilisation de divers logiciels pour achever un projet) la plus utilisée dans les films Hollywoodiens  était la combinaison des logiciels : Alias Studio pour la modélisation, Softimage pour l'animation, et PhotoRealistic RenderMan pour les rendus. Cette combinaison a été utilisée pour de nombreux films, tels que Jurassic Park, Abyss ou Terminator 2 : Le Jugement dernier. L'association des sociétés était alors connue sous le nom de Alias|Wavefront. Il a fallu à Alias|Wavefront deux années supplémentaires après la fusion pour enfin commercialiser le très attendu Maya.
Au moment de la fusion des sociétés, Alias et Wavefront travaillaient tous les deux sur la prochaine génération de leurs logiciels. Alias commença par porter Alias Sketch!, un de leurs produits pour Macintosh, sur plateformes SGI et à y ajouter quelques fonctionnalités. Ce projet était alors nommé « Maya ». Le premier produit commercial animé avec Maya fut le tapis volant d'Aladdin par le studio Disney afin de contrôler les déformations des motifs sur le tissu du tapis.
Après de longues discussions dans la société nouvellement formée, il fut décidé d'adopter Maya pour l'architecture de base, et d'ensuite y ajouter le code de Wavefront.
Au début de son développement, Maya se basait sur le langage TCL. Mais après la fusion, il y eut un lourd débat visant à déterminer lequel de ces trois langages serait utilisé : TCL, Perl ou Sophia ? Sophia était plus rapide dans son exécution que les autres langages, il devint ainsi le nouveau langage de développement. Mais une fois que la fonction de vérification de la syntaxe fut implantée, les trois langages se révélèrent tous aussi lents.
À sa commercialisation en 1998, Alias|Wavefront a stoppé la production et la prise en charge de tous ses anciens logiciels d'animations, y compris Power Animator, de façon que ses clients passent à Maya. Cette action a singulièrement contribué à l'expansion de ses produits sur le marché du graphisme, avec des sociétés dominant le marché des effets spéciaux telles que l'Industrial Light and Magic and Tippett Studio passant de Softimage à Maya.
En 2003, Alias|Wavefront change de nom et devient simplement Alias. En 2004, Alias a été vendue par SGI à la Ontario Teachers' Pension Plan, associée à la société privée d'investissement "Accel-KKR".
En octobre 2005, Alias fut à nouveau vendue, mais cette fois-ci à la société Autodesk, qui compléta l'acquisition le 10 janvier 2006. 
Alias Maya est dorénavant connu sous le nom d'Autodesk Maya.

## Versions
Il existe plusieurs versions de Maya, la dernière étant la version 2026.
Voici toutes les versions qui ont été commercialisées :
- 2026
- 2025
- 2024
- 2023
- 2022
- 2021
- 2020
- 2019
- 2018 (19.0)
- 2017 (18.0)
- 2016 (17.0)
- 2015 (16.0)
- 2014 (15.0)
- 2013 (14.0)
- 2012 (13.0)
- 2011 (12.0) : avril 2010
- 2010 (11.0) : août 2009
- 2009 (10.0) : octobre 2008
- 2008 (9.0) : septembre 2007
- 8.5: janvier 2007
- 8.0: août 2006
- 7.0.1: décembre 2005
- 7.0: août 2005
- 6.5.1: décembre 2005
- 6.5: janvier 2005  (Dernière version compatible avec IRIX)
- 6.0: mai 2004
- 5.0: mai 2003
- 4.5: juillet 2002
- 4.0: juin 2001  (Version incompatible avec Mac OS X)
- 3.5.1: septembre 2002 (Version uniquement compatible avec Mac OS X)
- 3.5: octobre 2001 (Première version étant compatible avec Mac OS X, et seulement destinée à ce système)
- 3.0: février 2000  (Première version étant compatible avec Linux)
- 2.5.2: Mars 2000
- 2.5: novembre 1999
- 2.0: juin 1999
- 1.5: octobre 1998 (Version uniquement compatible avec IRIX)
- 1.0.1: octobre 1998 (Version Windows)
- 1.0.1: juin 1998 (Version IRIX)
- 1.0: juin 1998 (Première version étant compatible avec Windows)
- 1.0: février 1998

Autodesk produit aussi des Service Packs de Maya.

### Maya PLE (Personal Learning Edition)
Programme identique (bien que gratuit) à la version complète, excepté le fait qu'un watermark (message de fond) est affiché au rendu : « Maya Personnal Learning Edition / Not for Commercial Use ».
Cette version de Maya n'est plus disponible depuis fin 2008, Autodesk l'a remplacée par « Maya Complete Trial » utilisable pendant 30 jours.

### Maya Complete
Programme de base avec les outils communs que l'on retrouve dans tous les programmes de 3D.

### Maya Unlimited
Programme semblable à la version complète mais avec en plus cinq modules qui augmentent les capacités.

### Maya Fluid Effects
Implementation de la Mécanique des Fluides Numérique.
Permet de simuler et de rendre une énorme variété d'effets liquides ou gazeux.

### Maya Fur
Facilite la création de fourrure réaliste et de cheveux courts.

### Maya nCloth
Maya nCloth est un module qui permet de simuler le mouvement d'un vêtement à l'aide d'un resolveur (moteur physique). Le petit "n" devant Cloth signifie que le resolveur est géré par Nucleus un moteur neuf, puissant et multithreadé.

### Maya Live
Outils de tracking de caméras, pour recréer fidèlement le mouvement de caméras dans le programme.

### Maya Hair
Outils de création et de simulation de cheveux longs. Il permet aussi de créer des lignes dynamiques.

## Formats
Le format MA est un format propriétaire à Maya qui veut dire Maya ASCII et donc peut-être ouvert avec un éditeur de texte ce qui permet de corriger un problème de compatibilité ou de corriger des fichiers corrompus. Les scènes sont codées en ASCII. Attention, car un fichier sauvegardé en ASCII est plus lourd et le chargement et la sauvegarde de ce type de fichier sont plus longs.
Le Format MB qui veut dire Maya Binary est le format le plus souvent utilisé par Maya pour enregistrer une scène. Le fichier code la scène en binaire c'est-à-dire à partir de 0 et de 1. Le temps d'accès est donc rapide, mais un éditeur de texte ne permet pas d'ouvrir ces fichiers.

## Moteurs de rendu
Plusieurs moteurs de rendu sont disponibles pour Maya :
- Maya Software (inclus de base) ;
- Maya Hardware (inclus de base) ;
- MentalRay (inclus de base). (plus disponible en 2017)
- Arnold ; (inclus de base) (à partir de la version 2017)

D'autres moteurs sont disponibles via des passerelles et vendus séparément :
- Renderman ;
- Vray ;
- Final Render ;
- Maxwell ;
- Turttle ;
- iRay.

### La communauté
- (en) « Forum officiel : Area-Autodesk »(Archive.org • Wikiwix • Archive.is • Google • Que faire ?)
- (fr) « Communauté francophone de Maya : Mayalounge »(Archive.org • Wikiwix • Archive.is • Google • Que faire ?) (consulté le 28 août 2017)

### Guides d'utilisation et tutoriels
- (en) Guide officiel de Maya 2009
- Getting Started de Maya
- (fr) Tutoriel sur les bases de Maya
- (en) Modification de l'apparence de Maya 2011